# Einekoai Piaam en Dyksfearten
Einekoai Piaam en Dyksfearten zijn natuurgebieden van 18 hectare aan het IJsselmeer bij Piaam. Ze worden beheerd door It Fryske Gea. De stukken Dyksfeart liggen bij Piaam, Sotterum, Gaast en Doniabuorren. Ook de Lytse Feart en de Lange Fliet behoren tot de natuurstroken.

## Eendenkooi Piaam
De eendenkooi is op aanvraag te bezichtigen. Vooral wilde eend en meerkoet zitten in de rietkragen. De eendenkooi ligt te midden van de weilanden en kwam in 1963 aan It Fryske Gea, als legaat van Hein Buisman. De eendenkooi werd gemaakt door Overijsselse kooikers, dit type kooi heeft dan ook gebogen vangpijpen. Voor de afsluiting van de Zuiderzee werden in de kooi veel vogels gevangen. Nadien werden hier vogels geringd. Hoewel er geen eenden meer worden gevangen, wordt de kooi nog vangklaar gehouden om het Recht van Afpaling te behouden, een regeling die de rust in het omringende gebied garandeert.

## Geschiedenis
Hoe oud de Buismanskooi is, is niet bekend maar in 1694 wordt de kooi voor het eerste aangeduid op een kaart. Het is dan net als de omringende kooien een vogelkooi. Net als eendenkooi werden vogelkooien als lokmiddel gebruikt, in dit geval om wilde vogels te vangen. Er waren in totaal vier van deze kooien op een kaart van 1718. In de 19e eeuw waren er nog twee over en die zijn in de 20ste eeuw omgezet naar eendenkooien. De kooi werd al voor afsluiting van de Zuiderzee omgezet, maar vogels werden tot de afsluiting ook nog gevangen. 
De eendenkooi werd gemaakt door Overijsselse kooikers, dit type kooi heeft dan ook gebogen vangpijpen. Lang heeft de Buismanskooi niet als een echte eendenkooi gefungeerd. De kooi dat zes vangpijpen kent werd vanaf 1940 gebruikt voor wetenschappelijk onderzoek. Dat onderzoek lag tussen 1947 en 1954 stil maar kwam dan weer op gang. De eendenkooi werd gebruikt om eenden te vangen om te ringen. Het onderzoek werd onder meer uitgevoerd door het Rijksmuseum van Natuurlijke Historie, dat later Naturalis werd. Het dat onderzoek kwam naar voren dat er veel eenden uit Scandinavië, Rusland en Siberië kwamen en daarmee een belangrijke inzicht gaven over de vliegbewegingen van eenden. Ook vogels werden geringd.
De kooi was toen in eigendom van Hendrik Hero Buisman. Deze had in diens legaat vastgelegd dat er na hem niet meer gevangen zou mogen worden in de eendenkooi. In 1963 werd It Fryske Gea eigenaar van de eendenkooi en vanaf dan hield zoals het legaat stelde het vangen op. Daarmee hield ook het wetenschappelijk onderzoek op. De kooi werd vernoemd dan naar de particuliere eigenaar. It Fryske Gea besloot uiteindelijk tot een restauratie van de kooi en 1975 werd het als een excursiekooi in gebruik genomen.

## Dyksfeart
De natuurgebieden met een oppervlakte van 18 hectare zijn van belang als ecologische verbindingszones. De stukjes Dyksfeart zijn vanaf de IJsselmeerdijk te zien. Het beheer is erop gericht om de oorspronkelijke vegetatie terug te krijgen. In het verleden zijn door overbemesting veel plantensoorten verdwenen. Grassoorten als kamgras en kruipertje voeren nu de boventoon.
Aeltsjemar
· De Alde Feanen
· Bakkeveense Duinen
· Bancopolder
· Bekhofschaans
· Bjirmen
· Blauhúster Puollen
· Bocht fan Molkwar
· Botmar
· Bouwepet
· Buismans Einekoai
· Bûtenfjild
· Van Coehoornbosk
· Delleboersterheide
· Diakonieveen
· Dobbe Stienser Aldlân
· Dobben Hurdegarypsterwarren
· Dunegeaster- en Follegeasterpolder
· Dyksfearten
· Eanjumerkolken
· Easterskar
· Einekoai Piaam
· Einekoaien Lytse Geast
· De Fluezen
· Grikelân en Turkije
· Grutte Wielen
· Heide Hulstreed
· De Hon
· Huitebuersterbûtenpolder
· Joodse begraafplaats Tacozijl
· Joodse begraafplaats Noordwolde
· Kapellepôle
· Ketelermar
· Ketliker Skar
· Kobbelân
· Lendebos
· Lindevallei
· Liphústerheide
· Makkumersúdmar
· Makkumerwaarden
· Mandefjild
· Martenastate
· Meulebos
· Meulereed
· Mokkebank
· Mûntsebuorsterpolder
· Noard-Fryslân Bûtendyks
· 't Oerd
· Ottema Wiersma reservaat
· Park Huize Olterterp
· Park Jongemastate
· Peazemerlannen
· Petgatten De Feanhoop
· Polders Koarnwert
· Ringwiel
· Rysterbosk
· De Ryp
· Schaopedobbe
· Séfonsterpolder
· Sippen-finnen
· Skiedingsboskje
· Slachtedyk
· Steile Bank
· Stokersdobbe
· Sudermarpolder
· Syp Set
· Taconisbosk
· Tsjongerwâlen
· Teroelster Sipen
· Unlân fan Jelsma
· Van Asperen einekoaien
· Warkumermar
· Warkumerwaard
· 't West
· Wilhelmina-oard
· Ychtenerfeanpolder